# Сверре Гранлунн
Сверре Гранлунн (норв. Sverre Granlund; 1918–1943) — норвезький військовик, учасник Другої світової війни.

## Біографія
Народився у Саугераді. Батько — виходець з Ейєра, мати — з Геланда. Проживав у Салтдалі та Буде, працював у залізничній компанії Nordland Line.
Сверре був членом Норвезького червоного хреста (молодіжного відділення). Його послуги знадобилися норвезькій армії у 1940 році, коли країна вступила у війну з Німеччиною. Він брав участь у битві за Нарвік, а після капітуляції країни втік до Швеції у 1941 році, звідки вибрався до Великої Британії. Британці завербували Гранлунна до Управління спеціальних операцій і призначили його у 1-у норвезьку окрему роту. Згодом Сверре відправили на батьківщину для проведення диверсій: 27 травня 1941 він прийняв бойове хрещення, влаштувавши пожежу у машинному відділенні консервного заводу у Буде.
У 1942 році він взяв участь в операції «Мушкетон», метою якою був підрив електростанції у Гломфіорді. Гранлунн і капрал Ерлінг Дюпдрет були єдиними норвежцями в загоні з 12 осіб (решта 10 — британці). Разом з капітаном Джозефом Годжтоном вони повинні були пробратися у Свартісен: там Сверре змушений був застосувати зброю і застрелити охоронця. Після вибуху і руйнування дамби він відправився у Фюкандален (гірський курорт), де йому передали карту для виходу до мосту, через який йому потрібно було пробратися на гору. До заходу сонця Сверре так і не знайшов міст, після чого разом з Годжтоном і капралом Дюпдретом відправився назад на курорт, але там вступив в сутичку з німцями, які допитували господаря курорту. Дюпдрет був поранений багнетом у сутичці, після чого Гранлунн в супроводі командос Трігга, О'Браяна і Ферклафа втекли спочатку у Стокгольм, а потім вилетіли в Лондон. 24 вересня Дюпдрет помер в лікарні міста Буде.
Гранлунн подолав за сім днів відстань у 250 км практично без харчів і зброї, тільки у військовій формі, але вибрався до Швеції. Після перельоту у Лондон він отримав нове завдання. 10 лютого 1943 норвезький підводний човен «Уредд», на якому Гранлунн плив до Норвегії для виконання операції «Чайка», натрапив на німецьку міну на північний захід від Фуглейвера (недалеко від Буде) і затонув. У результаті вибуху Гранлунн загинув. Міну встановив німецький загороджувач «Cobra». Місце загибелі знайшли норвезькі моряки через кілька років після закінчення війни у Фуглейфіорді.

## Пам'ять
Гранлунн нагороджений Норвезьким військовим хрестом з мечем, а також Військовою медаллю Норвегії і британською медаллю «За відважну поведінку». У 1995 році норвезьким скульптором Лайлою Лоренцен був створений бюст, встановлений у Солдатському музеї у Ронані.